# ツイッギー
ツイッギー（英: Twiggy（本名Dame Lesley Lawson DBE）、1949年9月19日 - ）は、イギリスの女優、モデルおよび歌手。現在は結婚後の名前ツイッギー・ローソン（Twiggy Lawson）として広く知られる。

## プロフィール
ツイッギーは、ロンドン郊外のニースデンで、レズリー・ホーンビー（Lesley Hornby）という名で生まれた。彼女は16歳で当時のボーイフレンドかつマネージャーであるジュスタン・デ・ヴィルヌーヴの影響の下で有名になった。
間もなく1960年代のスウィンギング・ロンドンにおける「顔」と見なされ、その華奢な体型から「ツイッギー」（小枝）の愛称を得て、世界的な知名度と人気を得た。
彼女は成熟と共にデ・ヴィルヌーヴの元を去り、1971年のケン・ラッセル監督作品『ボーイ・フレンド』に出演し、女優および歌手としてその活動の幅を広げた。この作品でゴールデングローブ賞 主演女優賞（ミュージカル・コメディ部門）を受賞。その後彼女は映画や演劇で様々な役柄を演じた。
2004年の来日時に『週刊文春』の対談にて、やせていたのは体質で「今でもかなり食べますけど、当時は太りたくていっぱい食べていたんです」と語っている。

## 日本での活動など
東洋レーヨン、トヨタ自動車販売株式会社、森永製菓の3社合同招待にて1967年10月18日17時に羽田へマネージャー兼恋人であるデ・ヴィルヌーヴと共に降り立った彼女はカメラマンの群れを避けるように宿舎である東京ヒルトンホテルへ向かった。
当時のサイズは身長165cm、体重41kg。当時、彼女の訪日と比較されたのが前年に来日したビートルズである。また彼女はこの頃、年に1000万ドル（36億円）を稼ぎ出す売れっ子ファッションモデルで「ミニ（スカート）の女王」として日本では若い女性から羨望の的とされ、ツイッギーをイメージしたコンテストが催されるほどの過熱ぶりであった。
10月21日に大阪のロイヤルホテル（現リーガロイヤルホテル）山楽の間でのファッションショーを皮切りに東京・名古屋などの都市で開き、約3週間の滞在中は森永製菓の「チョコフレーク」や「トヨタ・コロナ」（1967年）のCM撮影などをこなし、大阪の吉兆を訪れたり、京都の時代祭を楽しんだりした後、11月8日に帰国。
それ以来、何度か来日している。2004年3月4日には東京都内で、ファッションブランド「Twiggy」の発表会に出席した。

## エピソード
- 1967年の第14回東京モーターショーのトヨタブースでゴールド塗装（特別色）のトヨタ・2000GTのモデルを務めた。この2000GTはモーターショー終了後に彼女へプレゼントされ、英国へ渡った。現在はアメリカのトヨタミュージアムで展示されている[5]。
- メリー・ホプキンの発掘者である。テレビ番組『オポチュニティ・ノックス』でホプキンを見たツイッギーがポール・マッカートニーに推薦したことにより、彼女はアップル・レコードの第1号アーティストしてデビューを飾ることとなった[6]。
- 1971年発売の森永のチョコレート菓子「小枝」は、彼女の来日の後、ツイッギー（小枝）の名をヒントに誕生したと言われている。
- ピチカート・ファイヴの楽曲「トゥイギー・トゥイギー」（野宮真貴のソロデビューアルバム収録曲ツイッギー・ツイッギーのカバー）は彼女のことが題材となっている
- 結婚は2回している。1977年に最初の夫で俳優マイケル・ホイットニーと結婚し、翌年の1978年に娘を出産したが、1983年ホイットニーは心臓発作で他界した。二度目の夫で、『テス』など数多くの映画で知られている俳優リー・ローソンとは1984年に出会い、1988年に映画『Madame Sousatzka（原題）』で共演し、同年にローソンと再婚、現在に至る。

## フィルモグラフィー
- 肉体の悪魔 The Devils (1971) クレジットなし
- ボーイフレンド The Boy Friend (1971)
- 姿なき脅迫者・謎のＷ W (1974)
- ブルース・ブラザース The Blues Brothers (1980)
- 贖われた7ポンドの死体 The Doctor and the Devils (1985)
- クラブ・パラダイス Club Paradise (1986)
- マッチ売りの少女 The Little Match Girl (1986) テレビ映画
- マダム・スザーツカ Madame Sousatzka (1988)
- ダイヤモンド・トラップ      The Diamond Trap (1988) テレビ映画
- ボディ・バッグス Body Bags (1993) テレビ映画
- ブランニュー・ワールド Woundings (1998) テレビ映画
- アブソリュートリー・ファビュラス Absolutely Fabulous (2001) テレビ番組
- シェイクスピア21 じゃじゃ馬ならし ShakespeaRe-Told: The Taming of the Shrew (2005) テレビ映画